# Список рек Небраски
Основная статья — Список рек США.
Список рек Небраски включает в себя перечень крупнейших рек и ручьёв, полностью или частично располагающихся на территории штата Небраска. Протяженность рек и ручьёв Небраски составляет более 128 000 км.

## Список рек
Национальная живописная река Найобрэра — первая международная тихая тропа в Северной Америке, которая проложена по великолепным песчаным холмам. Река Миссури в равной степени считается исторической достопримечательностью и чудом природы, которая прорезает утесы на востоке Небраски. Туристическими направлениями являются реки Платт, а также расположенные в центральной части штата Дисмал, Луп и Каламус.

### Список крупнейших рек
| №  | Название реки    | Длина, км | в т.ч. по территории Небраски, км |
| -- | ---------------- | --------- | --------------------------------- |
| 1  | Миссури          | 3 770     |                                   |
| 2  | Норт-Платт       | 1 152     |                                   |
| 3  | Уайт-Ривер       | 930       |                                   |
| 4  | Найобрэра        | 914       |                                   |
| 5  | Репабликан-Ривер | 729       |                                   |
| 6  | Саут-Платт       | 707       |                                   |
| 7  | Биг-Блу-Ривер    | 578       |                                   |
| 8  | Платт            | 500       | 500                               |
| 9  | Элкхорн          | 470       |                                   |
| 10 | Лоджпол-Крик     | 447       |                                   |

### Прочие реки и ручьи
- Арикэри
- Бакли-Крик[англ.]
- Биг-Немаха[англ.]
- Бронер-Крик[англ.]
- Вуд[англ.]
- Дисмал[англ.]
- Драй-Бранч[англ.]
- Западный Биг-Блу-Ривер[англ.]
- Каламус[англ.]
- Киа-Паха[англ.]
- Кун-Крик[англ.]
- Литл-Блу-Ривер
- Литл-Немаха[англ.]
- Луп[англ.]
- Логан-Крик[англ.]
- Лонг-Пайн-Крик[англ.]
- Мидл-Луп[англ.]
- Нишнаботна[англ.]
- Норт-Луп[англ.]
- Папиллион-Крик[англ.]
- Понка-Крик[англ.]
- Ред-Уиллоу-Крик[англ.]
- Рок-Крик[англ.]
- Саут-Луп[англ.]
- Северный Элкхорн[англ.]
- Сидар[англ.]
- Силвер-Крик[англ.]
- Смит-Крик[англ.]
- Снейк[англ.]
- Солт-Крик[англ.]
- Терки-Крик[англ.]
- Уиски-Ран[англ.]
- Френчмен-Крик[англ.]
- Южный Элкхорн[англ.]

### Водосборные бассейны
- Бассейн Миссури
- Бассейн Платта